# Rock Hill, Missouri
Rock Hill är en ort i Saint Louis County i delstaten Missouri, USA.